# Show No Mercy
Show No Mercy é o álbum de estreia da banda norte-americana de thrash metal Slayer, foi lançado em 3 dezembro de 1983 pela Metal Blade Records.
Brian Slagel contratou o Slayer para a Metal Blade depois de os ter visto a tocar a canção "Phantom of the Opera", um original de Iron Maiden. A banda foi forçada a auto financiar o álbum, juntando as poupanças do vocalista Tom Araya, que estava empregado como terapeuta respiratório, e com dinheiro que o pai do guitarrista Kerry King emprestou. Numa digressão extensa para promover o álbum, juntamente com a banda estavam os amigos mais próximos e familiares, que ajudavam nos bastidores com as luzes e o som.
Com influências retiradas de New Wave of British Heavy Metal (NWOBHM), as letras contêm uma temática maligna e satânica, por forma a ganharem a atenção da comunidade do metal. Apesar de muito criticado pela produção de baixa qualidade, tornou-se o álbum mais vendido da Metal Blade Records. De Show No Mercy foram retiradas as canções "Die by the Sword", "The Antichrist" e "Black Magic", que ainda hoje são tocadas nos espectáculos de Slayer com regularidade.
Show No Mercy faz parte da lista dos "40 Álbuns que Definiram 1983" da revista Guitar World e a Kerrang! colocou-o em terceiro lugar nos "Dez Melhores Álbuns de Sempre de Rock Satânico". Está presente no livro Os 500 Melhores Álbuns de Heavy Metal De Sempre, do critico e jornalista musical Martin Poppof, que também o considerou como um dos álbuns mais influentes do género numa lista feita para a sua publicação 20th Century Rock and Roll - Heavy Metal.

## Gravação
O Slayer era a banda de abertura do Bitch, no Woodstock Club em Los Angeles, tocando oito musicas - seis eram covers. Enquanto tocavam "Phantom of the Opera" de Iron Maiden, a banda foi vista por Brian Slagel, um antigo jornalista de música que recentemente havia fundado a Metal Blade Records. Slagel conheceu a banda nos bastidores e perguntou se eles queriam participar da futura compilação da gravadora, a Metal Massacre III, e a banda aceitou.
A aparição de Slayer na colectânea chamou a atenção na cena underground, o que levou Slagel a assinar um contrato com a banda e com a Metal Blade Records. Gravado em Los Angeles, Califórnia, Show No Mercy foi financiado pelo vocalista Tom Araya, que usou seus ganhos como terapeuta respiratório, e com dinheiro emprestado pelo pai do guitarrista Kerry King.
King disse que o álbum "tem bastante de Iron Maiden aqui e ali". O vocalista Araya afirmou que tiveram fortes influências de Venom, Judas Priest, Iron Maiden e Mercyful Fate na gravação, assim como King que tinha adoptado uma imagem satânica.
Gene Hoglan, mais tarde conhecido por ser baterista das bandas Dark Angel e Death, gravou vozes de apoio na música "Evil Has No Boundaries". "Na época, Jeff [Hanneman] e Kerry faziam 'Evil' (no refrão). Não soava muito pesado, então eu mencionei a Tom ou Jeff ou alguém: 'vocês deviam considerar... talvez fazer vocais com bastante gente, tornar o som mais maligno, como demónios e tal', e eles disseram: 'Boa ideia'. Mas e se colocássemos oito caras dentro no estúdio, com todo mundo pulando e gritando 'EVIL!!!'? Eu achei interessante porque eu queria muito cantar nesse disco de algum modo, e desse jeito seria incrível, totalmente improvisado, sabe?! Eles pensaram: 'Foda-se, temos tempo. Vamos fazer isso'. Então eu pensei 'Fantástico, vou conseguir participar!'".
Na gravação da bateria, Slagel queria que o baterista Dave Lombardo tocasse sem usar os pratos devido ao barulho excessivo que produziam, e porque não tinha a certeza se o conseguia eliminar, o que eventualmente acabou por conseguir.
Slayer usou temas satânicos tanto nas letras das canções como nos espectáculos ao vivo para ganharem a atenção da comunidade metal. A parte de trás do álbum tem escrito 'side 666', cruzes invertidas, e Hanneman a tocar guitarra. Lawrence R. Reed, pai de Kevin Reed, um amigo da banda, desenhou o Minotauro com a espada da capa do álbum. Devido à imagem e ao conteúdo lírico, Slayer recebeu notificações da Parents Music Resource Center, a dizer que a banda tinha de parar de editar álbuns. Araya comentou, "Na altura tínhamos o PMRC, que levava tudo literalmente à letra. Quando na verdade você está tentando criar uma imagem. Você está tentando assustar as pessoas de propósito."
Show No Mercy produziu as canções "Die by the Sword", "The Antichrist" e "Black Magic", que se tornaram favoritas de concertos e assim tocadas nos espectáculos de Slayer com regularidade.

## Digressão
A banda fez a sua primeira digressão nos Estados Unidos depois do lançamento do álbum. Slagel deu à banda uma lista de endereços e contactos dos locais. Araya ainda trabalhava no hospital, e chamou os membros dizendo, "É hoje o dia. Vamos lá fazer isto?" A banda sabia se não entrassem naquele momento em digressão, nunca mais o faziam. Assim com o Camaro de Araya e um U-Haul (empresa de armazenamento e mudanças) partiram em digressão.
Durante a primeira metade da digressão, Slayer não tinha empresário; Doug Goodman, que conheceu a banda durante um concerto no Norte da Califórnia (abriam para Laaz Rockit) tirou umas férias do seu trabalho de uma mercearia para os ajudar na digressão, eventualmente acabou por se tornar o "guia" da banda. Goodman actualmente faz o trabalho de empresário de digressão para bandas como Green Day ou Beck.
Kevin Reed, preparava as luzes e a bateria. O irmão mais novo de Araya, Johnny Araya, era um “roadie”, que na altura tinha entre 13 e 14 anos, tomava conta do som e de outros preparativos. Gene Hoglan também era um “roadie”, mas foi despedido logo após o segundo espectáculo, devido à falta de conhecimentos daquilo que estava a fazer. A banda quase não ganhou dinheiro suficiente para se sustentar, compravam apenas o "essencial" como comida, gás e cerveja. Araya lembra "Basicamente usávamos o dinheiro que conseguíamos para irmos do ponto A ao ponto B. Quando voltámos, Brian disse-nos 'Então, o dinheiro?' e nós 'Qual dinheiro?' Naquela altura, não sabíamos que tínhamos de pedir dinheiro logo à partida. Eu acho que ele tinha um monte de dinheiro enviado directamente para ele, e nós deveríamos ter o resto."
Slayer deu um concerto num hotel em Winnipeg, onde na cave havia um clube. Araya comenta "Ficámos lá cerca de quatro a cinco dias, penso eu. Vimos Verbal Abuse a tocar lá. Depois tocámos em Boston num sitio chamado Lizard Lounge. De facto, um carro teve um acidente indo de contra o edifício, estava todo tapado, mas mesmo assim tocamos lá." Quando um dos guitarristas partiu uma corda, Araya emprestou o baixo, Hanneman afirmou, "A gente discutia como seria, 'Quero tocar baixo por um bocado!'"

## Recepção
| Críticas profissionais        | Críticas profissionais |
| Avaliações da crítica         | Avaliações da crítica  |
| Fonte                         | Avaliação              |
| ----------------------------- | ---------------------- |
| Allmusic                      | [ 2 ]                  |
| Kerrang!                      | (desfavorável)         |
| Martin Popoff                 | [ 12 ]                 |
| Metal Forces                  | (9/10)                 |
| Rock Hard                     | (9/10)                 |
| The Rolling Stone Album Guide | [ 15 ]                 |
| Sputnikmusic                  | (4/5)                  |

Apesar da banda não ter tido tempo para vender álbuns durante a digressão, Show No Mercy tornou-se o mais vendido da Metal Blade Records. Cinco mil cópias era a média da empresa editora e Show No Mercy vendeu entre 15 500 a 20 000 cópias nos Estados Unidos; e mais de 15 000 fora desse território, isto porque a Metal Blade tinha direitos internacionais. O sucesso fez com que o produtor Brian Slagel quisesse que a banda lançasse um novo álbum e um novo EP.
Show No Mercy polarizou opiniões quando foi editado, mas em análises recentes é considerado um álbum clássico. Em entrevista para o livro The Bloody Reign of Slayer, Slagel recorda que "Show No Mercy não foi muito bem recebido na Europa." Em 1984, Dave Dickson da Kerrang! esmagou o álbum e chamou-lhe "puro, lixo autêntico". Pelo contrário, Bernard Doe da revista Metal Forces disse que é "um dos mais pesados, rápidos, um dos melhores álbuns de todos os tempos!". A revista alemá Rock Hard fez uma análise positiva a Show No Mercy, onde diz que Slayer é "actualmente a banda mais pesada e rápida" em comparação com os seus contemporâneos Metallica e Exciter, e definiu a sua música como "heavy metal punk." Jeremy Ulrey do AllMusic, tive opiniões muito divergentes, dizendo que apesar da musicalidade e da produção serem "amadoras", se comparado com futuros lançamentos de Slayer, Show No Mercy continua "sólido, se não essencial, parte do legado de Slayer". Hernan M. Campbell, membro da Sputnikmusic, descreveu o álbum como "rápido, pesado, e mau, induzindo uma atmosfera inevitável da atrocidade absoluta." Fez notar que a baixa qualidade na produção, dá ao álbum uma sensação "clássica". Escrevendo para a The Rolling Stone Album Guide, o autor Nathan Brackett deu ao álbum três em cinco estrelas e disse que "Mercy é basicamente power metal, tocado rápido e solto, completado com armadura de couro e maquilhagem [...]". O jornalista canadiano Martin Popoff elogiou Show No Mercy por ser "seminal" tal como Kill 'Em All de Metallica, "ao definir o speed metal como estado de arte" e por inspirar novas bandas a "expandir os limites do metal." No entanto, achou que o álbum é "rígido e unidimensional" com "com um estilo baseado em arranjos sufocantes."
Rustyn Rose do Examiner.com coloca Show No Mercy em sexto na sua lista dos "Melhores Álbuns de Slayer" dizendo que "O som e a qualidade da produção são pobres, mas permanece como uma das ofertas mais potentes da banda." Numa lista semelhante, Dan Marsicano para o About.com, coloca-o na quinta posição justificando que "Show No Mercy foi a viagem de Slayer ao NWOBHM, acrescentando um pouco de Venom em boa medida [...] um dos mais notáveis aspectos do seu álbum de estreia foi o som limpo dos solos de King e Hanneman, sem nenhum dos efeitos acrescentados que dominaram os seus trabalhos de guitarra nos anos vindouros." A página Metal-Rules.com coloca Show No Mercy na quarta posição na sua lista dos "50 Melhores Álbuns de Metal Extremo" com a justificação de que "Slayer criou um novo som de speed metal ao tirar elementos de Maiden/Priest e misturando com o demónio, velocidade e peso para criar um álbum para perdurar com clássicos [...]".
Em 2023, a Metal Hammer incluiu a capa do álbum em sua lista de "50 capas de álbuns de rock e metal mais hilariamente feias de todos os tempos".

## Influência
Fenriz, baterista de Darkthrone, cita Show No Mercy como inspiração para o "estilo corrente da banda em misturar NWOBHM com black metal". Terry Butler de Obituary e ex-membro da banda Death, definiu o álbum como "a impressão digital para o começo do death metal" e disse: "Quando ouvi Show No Mercy queria tocar assim. [...] Um novo estilo de desordem. Queria tocar assim".
As canções mais populares de Show No Mercy foram regravadas por várias bandas do metal underground e aparecem em vários álbuns de tributo como Slatanic Slaughter I & II e Gateway to Hell 1 & 2. A canção "The Antichrist" já foi tocada por Dissection, "Black Magic" por Hypocrisy e Thy Infernal, "Crionics" por Merciless, "Die by the Sword" por Evil Incarnate e Necrophobic, "At Dawn They Sleep" por Thy Darkest Empire, "Tormentor" por Mystifier, "Fight Till Death" por Black Witchery e "Show No Mercy" por Imprecation.
Está presente no livro Os 500 Melhores Álbuns de Heavy Metal De Sempre, do critico e jornalista musical Martin Poppof, que também o considerou como um dos álbuns mais influentes do género numa lista feita para a sua publicação 20th Century Rock and Roll - Heavy Metal. Em 2013 a revista Guitar World colocou Show No Mercy na sua lista dos "40 Álbuns que Definiram 1983" e a Kerrang! colocou-o em terceiro nos "Dez Melhores Álbuns de Sempre de Rock Satânico".

## Na cultura popular
As canções “Evil Has No Boundaries”, “Tormentor”, “Die by the Sword” e “Captor of Sin” (esta última mais tarde editada no EP Haunting the Chapel), fazem parte da banda sonora oficial do filme River's Edge (1986).

## Lista de faixas
| N.º            | Título                        | Letras              | Música         | Duração |  |
| 1.             | "Evil Has No Boundaries"      | Jeff Hanneman, King | Kerry King     | 3:09    |  |
| 2.             | "The Antichrist"              | Hanneman            | Hanneman, King | 2:49    |  |
| 3.             | "Die by the Sword"            | Hanneman            | Hanneman       | 3:37    |  |
| 4.             | "Fight 'Till Death"           | Hanneman            | Hanneman       | 3:37    |  |
| 5.             | "Metal Storm/Face the Slayer" | King                | Hanneman, King | 4:53    |  |
| 6.             | "Black Magic"                 | King                | Hanneman, King | 4:03    |  |
| 7.             | "Tormentor"                   | Hanneman            | Hanneman       | 3:45    |  |
| 8.             | "The Final Command"           | King                | Hanneman, King | 2:32    |  |
| 9.             | "Crionics"                    | Hanneman, King      | Hanneman, King | 3:29    |  |
| 10.            | "Show No Mercy"               | King                | King           | 3:05    |  |
| Duração total: | Duração total:                | Duração total:      | Duração total: | 34:51   |  |

A reedição de 1987 contém canções do EP Haunting the Chapel.
| Faixas bónus (reedição de 1987) |                       |                |         |  |
| N.º                             | Título                | Compositor(es) | Duração |  |
| 11.                             | "Chemical Warfare"    | Hanneman, King | 6:01    |  |
| 12.                             | "Captor of Sin"       | Hanneman, King | 3:27    |  |
| 13.                             | "Haunting the Chapel" | Hanneman, King | 3:57    |  |

| Faixas bónus (reedição de 1994) |                        |                |         |  |
| N.º                             | Título                 | Compositor(es) | Duração |  |
| 11.                             | "Aggressive Perfector" | Hanneman, King | 3:31    |  |
| 12.                             | "Chemical Warfare"     | Hanneman, King | 6:01    |  |

| Faixas bónus (vinil & edição cassete de 1983) |                        |                |         |  |
| N.º                                           | Título                 | Compositor(es) | Duração |  |
| 11.                                           | "Aggressive Perfector" | Hanneman, King | 3:31    |  |

## Créditos
Créditos adaptados a partir de Allmusic.
- Tom Araya - voz e baixo
- Jeff Hanneman - guitarra base e principal
- Kerry King - guitarra base e principal
- Dave Lombardo - bateria
- Brian Slagel - produtor

## Honras
| Publicação      | Honra                                                                          | Ano       | Posição |
| --------------- | ------------------------------------------------------------------------------ | --------- | ------- |
| Guitar World    | Big Hair and Bigger Riffs: 40 Albums That Defined 1983                         | 2014      | *       |
| Kerrang!        | The 10 Greatest Satanic Rock Albums Ever                                       | 2006      | 3       |
| Martin Popoff   | 100 Most Influential Heavy Metal Albums Top 500 Heavy Metal Albums of all Time | 2000 2004 | * 127   |
| Metal-Rules.com | Top 50 Extreme Metal Albums                                                    | 2012      | 4       |
| About.com       | Best Heavy Metal Albums Of 1983                                                | —         | 4       |

## Ligações Externas
- Show No Mercy em Slayer.net
- Show No Mercy na Metal Blade Records